# ایلیندنتسی
ایلیندنتسی (به بلغاری: Ilindentsi) یک منطقهٔ مسکونی در بلغارستان است که در استان بلاگووگراد واقع شده‌است.